# 波斯納 (堪薩斯州)
波斯納（英語：Bosna）是位於美國堪薩斯州特里戈縣的一個鬼鎮。

## 歷史
波斯納的郵政局於1880年設立，直到1921年結束營運。

## 地理
波斯納所處的海拔為高於海平面742米（即2434英呎），而該地所採用的時區為UTC-6，即北美中部時區（CST）。同時該地設有夏令時間，為UTC-6調快一小時，即UTC-5（CDT）。